# Derospidea
Derospidea es un género de escarabajos de la familia Chrysomelidae. En 1931 Blake describió el género. Hay tres especies en Norteamérica y México.
Se alimentan de Rutaceae (Citrus, Zanthoxylum).
Lista de especies
- Derospidea brevicollis (LeConte, 1865)
- Derospidea cyaneomacula (Jacoby, 1886)
- Derospidea ornata (Schaeffer, 1905)